# GameFAQs
GameFAQs est un site web qui héberge une base de données de guides, d'astuces, de tests, de sauvegardes, de captures d'écran et d'informations de jeux vidéo (tous systèmes confondus), construite presque entièrement par des contributeurs bénévoles. Les contributions sont ensuite vérifiées principalement par l'administrateur du site, Allen Tyner (SBAllen). Le site a été créé par Jeff Veasey (CJayC) en novembre 1995 (qui s'est retiré en juillet 2007) et a été acheté par CNET Networks en mai 2003. Il appartient désormais à CBS Interactive.
GameFAQs héberge aussi des forums pour chaque jeu et console, ainsi que sur d'autres thèmes, animés par une communauté active. Les forums de jeux récents ont été partagés entre 2004 et mai 2012 avec GameSpot, un autre site de jeux vidéo appartenant à CBS Interactive. Chaque année, GameFAQs organise un vote en forme de tournoi pour élire le personnage de jeu vidéo le plus populaire, avec parfois des variantes sur le thème (jeu ou méchant le plus populaire par exemple).
GameFAQs a reçu des critiques positives de la part de The Guardian, et Entertainment Weekly. En 2009, GameFAQs était un des 300 sites web en anglais les plus visités d'après Alexa.

## Historique

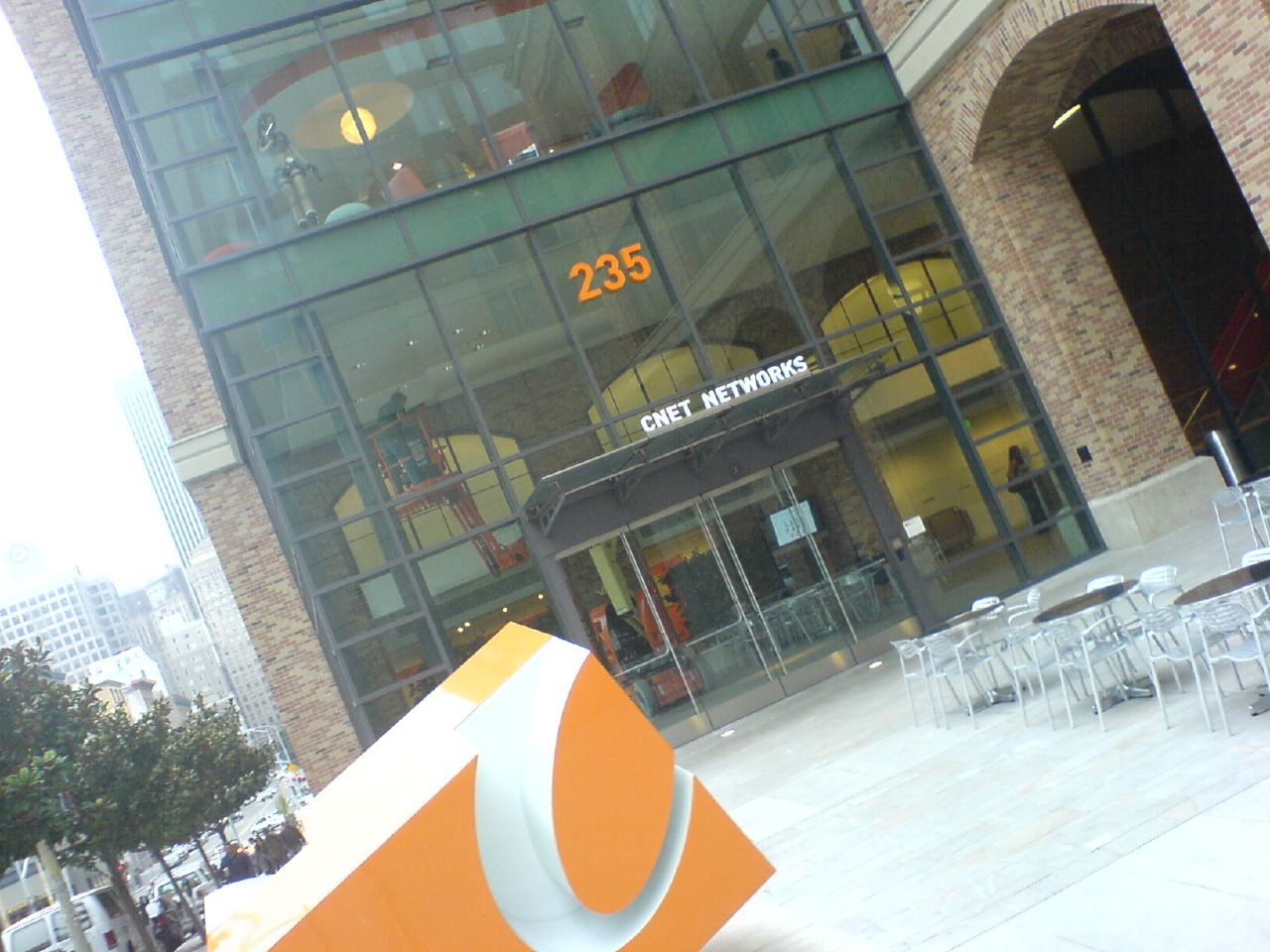
Siège social de CNET Networks à San Francisco, Californie

GameFAQs a commencé sous le nom de « Video Game FAQ Archive » le 5 novembre 1995 par Jeff Veasey, qui souhaitait réunir les nombreux guides et les FAQs de jeux disponibles en ligne en un lieu. Hébergé par American Online, il servait à la base de miroir du FTP d'Andy Eddy (en), qui proposait des FAQ de jeu,. La première version du site contenait à peu près 10 pages et 100 FAQs. En 1996, le site est déplacé sur le domaine actuel gamefaqs.com et son nom est changé en GameFAQs. À cette époque, GameFAQs contient moins de 1000 guides et est mis à jour irrégulièrement.
En 1997, le moteur de recherche des jeux et la page de reconnaissance des contributeurs sont ajoutés et GameFAQs devient un partenaire indépendant d'Imagine Games Network (IGN). En novembre 1999, les forums et le sondage du jour apparaissent,. À cette époque, GameFAQs devient le travail à temps plein de Jeff Veasey, qui était auparavant programmeur,,. Le 9 août 2000, le site reçoit un million de visites en une journée.
Le 9 janvier 2001, GameFAQs abandonne son partenariat avec IGN, avant de devenir partenaire officiel de CNET Networks, faisant apparaître des liens vers des articles de GameSpot sur la page d'accueil. Le 6 mai 2003, CNET Networks achète GameFAQs, ainsi que deux autres sites pour 2,2 millions d'euros. Par la suite, le 28 avril 2004, une nouvelle interface graphique est implémentée et les forums de jeux récents deviennent partagés avec ceux de GameSpot, au grand désarroi de nombreux utilisateurs de GameFAQs. Le 11 avril 2006, l'apparence du site est à nouveau modifiée, et le logo de GameSpot est ajouté au-dessus de celui de GameFAQs sur toutes les pages. À la suite des plaintes des membres, l'ancienne mise en page est remise à disposition dans les options.
Le 19 juillet 2007, Veasey annonce son départ et son remplacement comme administrateur et éditeur de GameFAQs par Allen Tyner, employé du site depuis 2004,,.
En juillet 2012, les forums de GameFAQs cessent d'être partagés avec ceux de GameSpot, mais restent lisibles depuis GameSpot sans possibilité de répondre. Cela permet d'apporter de nouvelles fonctionnalités au forum de GameFAQs.

## Contenu
Presque tout le contenu de GameFAQs a été écrit par des contributeurs bénévoles. Contrairement à leur nom, les FAQs du site ne sont pas des foires aux questions mais des guides de jeux. Ceux-ci peuvent inclure une solution complète, mais aussi des informations sur des points particuliers du jeu, comme des cartes, des listes d'objets ou des aides pour des défis spécifiques. Toutes les FAQs du site sont en format texte, sauf les plans ou solutions de puzzles qui peuvent être des images. En plus des FAQs, les contributeurs peuvent aussi fournir des tests, des codes et astuces, des images (du jeu ou de sa boîte), des sauvegardes et des informations sur la sortie du jeu et ses développeurs. En 2012, le site hébergeait 56 000 guides pour 21 639 jeux différents et 113 194 tests en 2009.
Chaque contribution est vérifiée par un administrateur avant d'être publiée. L'auteur originel garde tous ses droits sur son travail (sauf pour les astuces) et son nom est ajouté dans la partie « Contributor Recognition ». GameFAQs n'héberge les contributions que sur ses propres serveurs, mais autorise ses partenaires, dont GameSpot, Yahoo! Games, AOL et Gamefly, à faire des liens directs.
De nombreux concours pour les contributions sur des jeux récents sont organisés, comme la FAQ et le test du mois ou encore les « FAQ Bounties », des récompenses pour ceux qui publient une FAQ pour des jeux très demandés n'en possédant pas encore. Les gagnants reçoivent des bons pour des magasins de jeux vidéo.

## Concours de popularité
| Contest                 | Winner                               | Runner-up                            |
| ----------------------- | ------------------------------------ | ------------------------------------ |
| Character Battle        | Link                                 | Mario                                |
| Character Battle II     | Cloud Strife                         | Sephiroth                            |
| Best. Game. Ever.       | Final Fantasy VII                    | Chrono Trigger                       |
| Character Battle III    | Link                                 | Cloud Strife                         |
| Got Villains?           | Sephiroth                            | Ganondorf                            |
| Character Battle IV     | Mario                                | Crono                                |
| Tournament of Champions | Link                                 | Sephiroth                            |
| Best. Series. Ever.     | The Legend of Zelda                  | Final Fantasy                        |
| Character Battle V      | Samus Aran                           | Solid Snake                          |
| Battle Royale,          | Link                                 | Cloud Strife                         |
| Character Battle VI     | L-Block                              | Link                                 |
| Character Battle VII    | Link                                 | Solid Snake                          |
| Best. Game. Ever. 2009  | The Legend of Zelda: Ocarina of Time | Final Fantasy VII                    |
| Character Battle VIII   | Link                                 | Cloud Strife                         |
| Game of the Decade      | The Legend of Zelda: Majora's Mask   | Super Smash Bros. Brawl              |
| Rivalry Rumble          | Link vs. Ganondorf                   | Mario vs. Bowser                     |
| Character Battle IX     | Draven                               | Solid Snake                          |
| Best. Game. Ever. 2015  | Undertale                            | The Legend of Zelda: Ocarina of Time |

Depuis 2002, GameFAQs organise des concours de popularité en forme de tournoi, le plus souvent entre des personnages de jeux vidéo. Chaque jour, les visiteurs du sites peuvent voter pour un parmi deux personnages, jeux ou séries, celui ayant le plus de voix passe au tour suivant. Avant le début du concours, les compétiteurs sont choisis grâce à un système de nominations: chaque membre de GameFAQs peut sélectionner jusqu'à 10 personnages, les plus populaires gagnant le droit de participer et se voient associés un rang selon la quantité de nominations reçues. Le déroulement du tournoi, qui suit un système de tête de série, est ensuite publié et les utilisateurs enregistrés peuvent tenter de prédire les résultats de chaque match. Ceux qui y parviennent le mieux reçoivent des prix.
À la suite des victoires écrasantes de Link et de Cloud Strife, des variantes sont mises en place. En 2005 et 2006, les personnages les plus forts ont concouru dans un tournoi séparé. En 2007 et 2008, les votes se déroulent à 4, les deux premiers passant au tour suivant. Cela permet au bloc L de Tetris de remporter le concours à la surprise générale en 2007. En 2013, les matchs se déroulent à 3 avec un seul vainqueur.